# Pseudoderopeltis prorsa
Pseudoderopeltis prorsa är en kackerlacksart som beskrevs av Robert Walter Campbell Shelford 1908. Pseudoderopeltis prorsa ingår i släktet Pseudoderopeltis och familjen storkackerlackor. Inga underarter finns listade i Catalogue of Life.